# Хект, Энтони
Энтони Хект (англ. Anthony Hecht; 16 января 1923, Нью-Йорк, США — 20 октября 2004, Вашингтон, США) — американский поэт, переводчик и эссеист, педагог. Консультант по поэзии Библиотеки Конгресса США.

## Биография
Энтони Хект родился в Нью-Йорке в семье немецких евреев. В школьные годы был одноклассником Джека Керуака. Обучался в Бард-колледже, где в 1944 году получил степень бакалавра искусств. В 1944 году Хект был призван в армию и направлен Европу, где успел поучаствовать в боях американских войск на территории Германии и Японии. После окончания Второй мировой войны Хект поступает в Кеньон Колледж, где знакомится со многими известными американскими поэтами, такими как Рэндалл Джаррелл, Элизабет Бишоп и Аллен Тейт. В 1950 году Хект получает степень магистра Колумбийского университета.
В 1954 году выходит первый поэтический сборник Хекта «Созывая камни», получивший хорошие отзывы критиков. Однако наиболее успешным оказался следующий сборник «Трудные часы» (The Hard Hours), отмеченный Пулитцеровской премией в 1968 году.
Параллельно с творчеством Хект преподает поэзию. С 1967 по 1985 года он работает на кафедре в Рочестерском университете, читает лекции в Гарварде, Джорджтаунском университете и Йеле. С 1982 по 1984 года Хект был консультантом по поэзии при Библиотеке Конгресса США. В 1983 году отмечен премией Боллингена, а в 1988 году удостоился Премии Рут Лили.
Хект умер 20 октября 2004 года. Похоронен на кладбище Бард-колледжа. Через месяц после смерти был награждён Национальной медалью США в области искусств. Медаль была вручена президентом США Джорджем Бушем вдове поэта Хелен Хект.

### Избранная библиография
Сборники стихов
- «Созывая камни», A Summoning of Stones — 1954
- «Трудные часы», The Hard Hours — 1967
- «Миллионы неизвестных теней», Millions of Strange Shadows — 1977
- «Венецианские вечерни», Venetian Vespers — 1979
- «Просвечивающий человек», The Transparent Man — 1990
- «Полет среди надгробий», Flight Among the Tombs — 1998
- «Тьма и Свет», The Darkness and the Light — 2001